# Platzweg
Platzweg ist eine Hofschaft von Wipperfürth im Oberbergischen Kreis im Regierungsbezirk Köln in Nordrhein-Westfalen (Deutschland).

## Lage und Beschreibung
Die Hofschaft liegt im Norden von Wipperfürth nördlich der Neyetalsperre. Zu Platzweg gehört ein an der Kreisstraße K13 gelegener Aussiedlerhof. Nachbarorte sind Schäferslöh, Oberlüttgenau, Kirchenbüchel, Egen, Gardeweg, Obernien und Hülsen. Im Bereich der Hofschaft liegen die Quellen des Platzweger Bachs und der Rolandsdelle. Beide Gewässer münden in die Lüttgenau.
Politisch wird der Ort durch den Direktkandidaten des Wahlbezirks 17.2 (172) Egen im Rat der Stadt Wipperfürth vertreten.

## Geschichte
1484 wird Platzweg unter der Bezeichnung „Platzhuß“ in Kirchenrechnungen der evangelischen Kirchengemeinde Hückeswagen genannt. Die Karte Topographia Ducatus Montani aus dem Jahre 1715 zeigt drei Höfe und bezeichnet diese mit „Plazweg“. In der Karte Preußische Uraufnahme von 1840 bis 1844 wird erstmals die heute gebräuchliche Bezeichnung „Platzweg“ verwendet.
Nachgewiesen ist im Osten des Ortes eine von Wuppertal-Elberfeld bis nach Marienheide-Krommenohl verlaufende Landwehrlinie. Diese Bergische Landwehr sicherte das Bergische Territorium vor Einfällen aus dem Märkischen.

## Busverbindungen
Über die Bushaltestellen Platzweg und Unternien Abzweig der Linie 337 (VRS/OVAG) ist eine Anbindung an den öffentlichen Personennahverkehr gegeben.

## Wanderwege
Die vom SGV ausgeschilderten Rundwanderwege A6 und A7 führen durch die Hofschaft hindurch.